# Xavier Besalú i Costa
Xavier Besalú i Costa (San Julián de Ramis, 1953) es un pedagogo, profesor del Departamento de Pedagogía de la Universidad de Gerona y escritor especializado en educación intercultural, didáctica y currículum y formación del profesorado.

## Trayectoria
Es licenciado en Filosofía y Letras y doctor en Pedagogía. Especializado en educación intercultural, didáctica y currículum y formación del profesorado, ha trabajado como maestro durante 12 años.
En la Universidad de Gerona imparte las asignaturas de Educación Intercultural, Escuela y Diseño y Desarrollo e Innovación del Currículum.
Sus investigaciones y publicaciones sobre inmigración, interculturalidad, escuela y recién llegados, modelos de aulas de acogida son un referente. Colabora con movimientos de renovación pedagógica.
Actualmente es vicepresidente de la asociación GRAMC (por sus siglas en catalán, Grupo de Investigación y Actuación con Minorías Culturales), asesor de la colección Cuadernos de Educación Intercultural, que edita Libros de la Catarata. Miembro del consejo editorial de las revistas Archivos Analíticos de Políticas Educativas y Rizoma Freireano que edita el Instituto Paulo Freire de España. También es director de la revista Perspectiva Escolar, que edita la Asociación de Maestros Rosa Sensat. Ha sido miembro  del Consejo Escolar de Cataluña durante 8 años.

## Publicaciones
- Aproximación al estado de la interculturalidad (2014) Liga española de la educación. Wolters Kluwer Educación con Begoña López Cuesta, José Antonio García Fernández y Raúl García Medina.
- Orientaciones para la práctica de la educación intercultural (2012) Liga española de la educación. Wolters Kluwer Educación. Varios autores y autoras
- Alumnado, escuela y cultura (Alumnado, escuela y cultura) en el libro “Población inmigrante y escuela: conocimientos y supiste de investigación. (2011)  Colección Estudios Creade N.º 8. Ministerio de Educación
- Lo libro blanco de la Educación Intercultural. (2010) FETE-UGT Varios autores y autoras
- Pedagogía sin complejos (2010) Ediciones del Creo
- Pedagogía sin complejos contra fatalistas y enterados ( 2010) Diálogos.red
- Interculturalidad y ciudadanía (2010) Wolters Kluwer Educación
- Pedagogía (2009) Curbet Comunicación gráfica. con Jordi Hacéis y Hieles
- Escuela y sociedad multicultural. Propuestas para trabajar cono almunado extranjero. (2009) Mad, SL Editorial. Con Julio Cabrero Almenara, Margarita Córdoba Pérez, Josep Torcido Coma
- La buena educación (2007) Ed. La Catarata  Con Ignasi Vila
- Maestros del siglo XXI (2007) Curbet Comunicación Gráfica
- Pobreza, marginación y exclusión social a la Costa Brava (2006) Parroquia de Santo Martí de Palafrugell. Con Jordi Hacéis y Hieles
- La formación del profesorado en educación Intercultural (2004) La Catarata. Con José Antonio Jordán Sierra, Margarita Bartolomé Pina, Teresa Aguado Odina, Concha Moreno García y Marta Sanz.
- Alumnos de Origen africano a la escuela (2003) Curbet Comunicación Gráfica Con Montserrat Villano Suñé y Judit Fullana Noell
- Diversidad cultural y educación (2002) Ed. Síntesis
- Perplejidades, espejismos y resistencias (2002) Universitat de Girona
- La educación intercultural en Europa. (1998) Ediciones Pomares-Corredor Con Giovanna Campani y Josep Miquel Palaudàrias